# Лыжное двоеборье на зимней Универсиаде 2017
Соревнования по лыжному двоеборью в рамках зимней Универсиады 2017 года проходили с 30 января по 5 февраля в казахстанском Алма-Ата. Разыгрывались 3 комплекта наград. Место проведения: Международный комплекс лыжных трамплинов «Сункар», Лыжно-биатлонный комплекс «Алатау».

## Результаты
| Дисциплина                                             | Золото                   | Золото  | Серебро                 | Серебро | Бронза                | Бронза  |
| ------------------------------------------------------ | ------------------------ | ------- | ----------------------- | ------- | --------------------- | ------- |
| Нормальный трамплин/10 км Финишный протокол            | Вячеслав Барков · Россия | 24:26.5 | Адам Цеслар · Польша    | 24:27.5 | Павел Словёк · Польша | 24:34.3 |
| Нормальный трамплин/10 км масс-старт Финишный протокол | Адам Цеслар · Польша     | 242.2   | Симон Тобиас · Германия | 240.4   | Го Сонохара · Япония  | 233.2   |
| Нормальный трамплин/эстафета 3 х 5 км                  |                          |         |                         |         |                       |         |

## Медальный зачёт в лыжном двоеборье
| Место | Страна   |   |   |   | Всего |
| ----- | -------- | - | - | - | ----- |
| 1     | Польша   | 1 | 1 | 1 | 3     |
| 2     | Россия   | 1 | 0 | 0 | 1     |
| 3     | Германия | 0 | 1 | 0 | 1     |
| 4     | Япония   | 0 | 0 | 1 | 1     |
| Всего | Всего    | 2 | 2 | 2 | 6     |